# Alex Kuznetsov
Alex Kuznetsov (Kiev, Unión Soviética, 5 de febrero de 1987) es un extenista profesional estadounidense de origen ucraniano.
A los 3 años, Kuznetsov se trasladó junto a sus padres a los Estados Unidos desde su Ucrania natal y se estableció en las afueras de Filadelfia.
Junto a Sam Querrey, John Isner y Jesse Levine es una de las jóvenes promesas del tenis estadounidense.